# Caquot (наблюдательный аэростат)

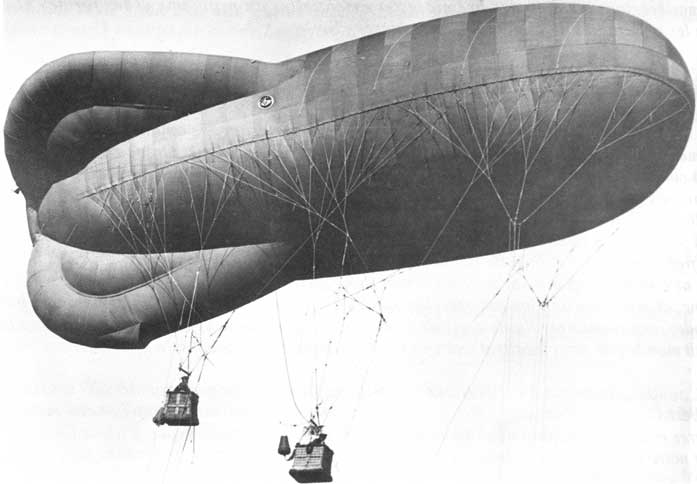
Наблюдательный аэростат Caquot. 1915 год.

Caquot — название серии привязных наблюдательных аэростатов, спроектированных и строившихся во Франции в период Первой мировой войны. Эксплуатировались в ВМС Франции и в Армии Франции для наблюдением за полем боя и корректировки артиллерийского огня. Также некоторые произведённые экземпляры были использованы в качестве аэростатов заграждения.

## История создания
Еще в начале Первой мировой войны обнаружилось, что привязные аэростаты являются эффективным средством наблюдения. В то время Германия уже активно использовала собственные наблюдательные аэростаты.
Альберт Како, французский воздухоплаватель, при проведении наблюдений за работой сферического аэростата образца 1880 года обнаружил, что аэростаты с шарообразным баллонетом неустойчивы при порывах ветра, что осложняет работу наблюдателей, и это может отрицательно сказаться на достоверности разведданых, полученных экипажем. Тогда Како приступил к разработке новой конструкции аэростата: баллонет аэростата новой конструкции должен был иметь сигарообразную форму и три хвостовых стабилизатора, расположенных таким образом, что угол между двумя прилежащими плоскостями будет равен 120°. Как впоследствии подтвердили испытания, сигарообразная конструкция баллонета действительно превосходила сферическую в устойчивости к порывам ветра.
Впоследствии в феврале 1915 года Како получил разрешение на строительство прототипа аэростата. Испытания прототипа прошли успешно, но серийное ещё не было развёрнуто.
В скором времени проект был доработан: аэростат получил новую систему из тросов, ещё надёжнее связывающую его с землёй.

## Производство и эксплуатация

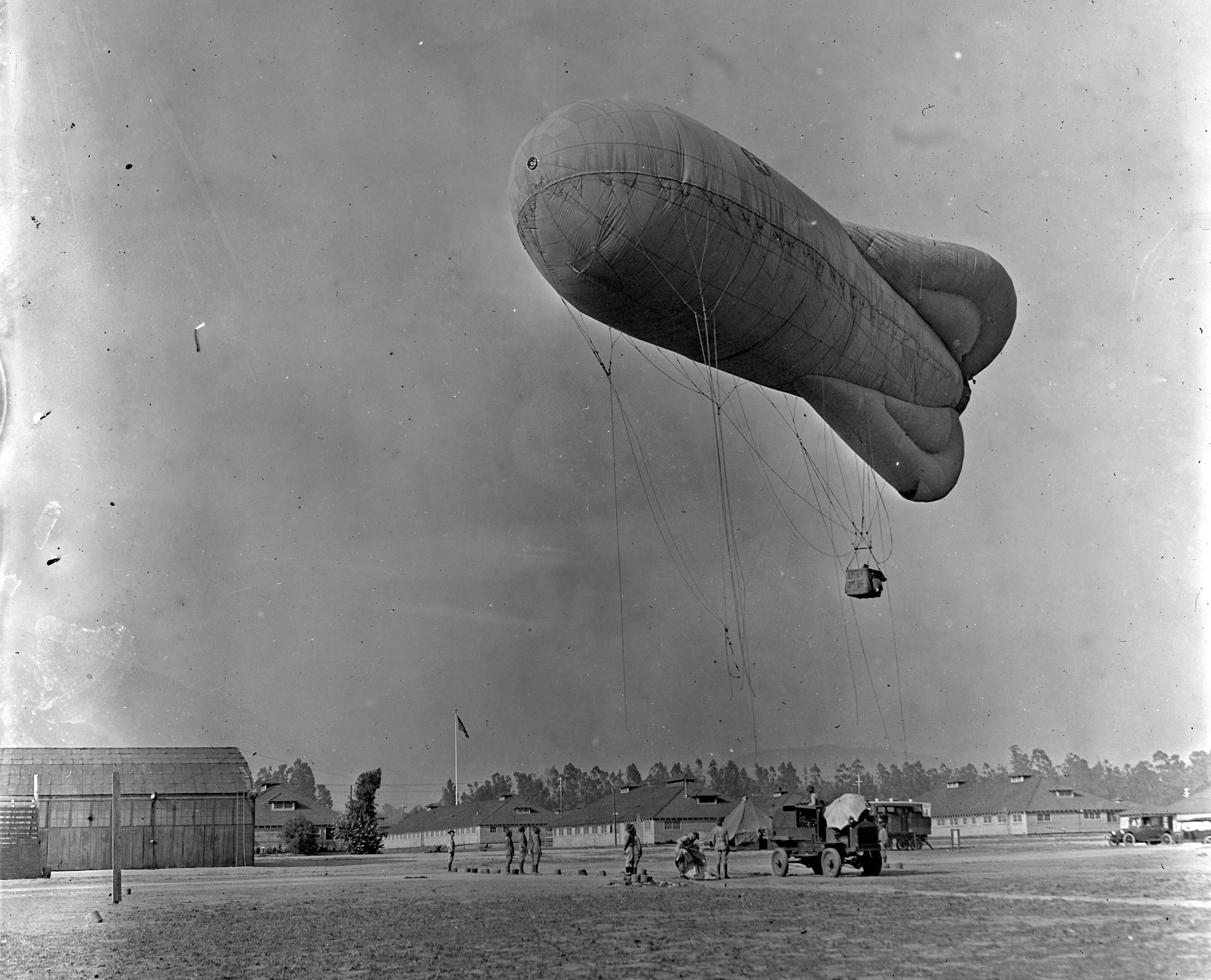
Caquot типа «R». 1921 год.

В июне 1915 года Альберт Како получил должность директора механического цеха Chalais-Meudon и развернул серийное производство аэростатов «Caquot».
Серийно производились четыре типа аэростатов:
- тип «P» (аэростат объёмом 750 м³ и экипажем из двух человек. Высота полёта — 500 м)
- тип «P2» (820 м³)
- тип «M2» (930 м³)
- тип «R» (1000 м³. Экипаж состоял из 3 человек при поднятии на высоту 500 м, при поднятии на высоту 1000 м экипаж составляли два человека[1])

46 аэростатов были заказаны Великобританией в июле 1916 года.
ВМС Франции получали аэростаты типа «P» и «P2», использовавшиеся для обнаружения подводных лодок противника, и аэростаты типа «R», которые использовались для корректировки огня военных кораблей. К июлю 1918 года флот получил свыше 200 аэростатов «Caquot».
Армия Франции получила 76 аэростатов, которые использовались для наблюдения за полями сражений и корректировки артиллерийского огня.
Несколько летательных аппаратов были использованы как заградительные аэростаты, когда немцы начали предпринимать бомбардировки Парижа с воздуха: аэростаты взлетали над городом, образуя своеобразное препятствие на пути вражеских бомбардировщиков, и, чтобы избежать столкновения, вражеские самолёты взлетали выше, тем самым ухудшая точность попадания авиабомб.
Во время войны один из аэростатов приземлился на территории, контролируемой Германской армией, и после использовался немцами под обозначением Ae 800.